# Bjällerups distrikt
Bjällerups distrikt är sedan 2016 ett distrikt i Staffanstorps kommun och Skåne län.
Området ligger nordost om Staffanstorp.

## Tidigare administrativ tillhörighet
Distriktet inrättades 2016 och utgörs av socknen Bjällerup i Staffanstorps kommun.
Området motsvarar den omfattning Bjällerups församling hade vid årsskiftet 1999/2000.